# Decennio infame

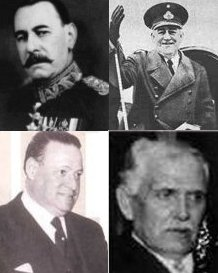
I quattro capi di stato che si sono successi nel famigerato decennio. In alto: Uriburu e Justo; in basso: Ortiz e Castillo.

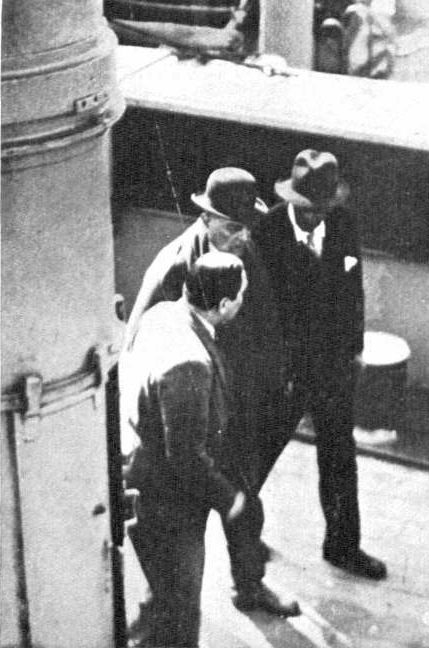
Hipólito Yrigoyen mentre viene trasferito dopo il suo arresto nell'isola Martín García.

Il decennio infame (in spagnolo Década Infame), nella storiografia dell'Argentina, indica il periodo della storia politica dello Stato che va dal 6 settembre 1930, data del colpo di Stato militare che rovesciò il presidente Hipólito Yrigoyen, fino al 4 giugno 1943, la data del colpo di Stato militare che destituì il presidente Ramón Castillo.
Il termine Decennio infame, che è stato coniato e applicato a questo periodo dallo storico ultra-nazionalista autodidatta peronista José Luis Torres, è spiegato dalla pratica sistematica della frode elettorale, chiamata frode patriottica, dalla persecuzione degli oppositori politici (principalmente membri dell'UCR) e da numerosi casi di corruzione che scandalizzavano l'opinione pubblica argentina.
È in questo contesto che l'Argentina ha negoziato con il Regno Unito il Patto Roca-Runciman, mentre il Regno Unito avrebbe garantito un importante acquisto delle merci agricole argentine, l'Argentina avrebbe garantito la cessione di tutti i mezzi di trasporto pubblico nella città di Buenos Aires alla Corporación de Transportes de la Ciudad de Buenos Aires. Ma, al contrario, il protezionismo commerciale adottato infine dalle grandi potenze in risposta alla Grande depressione ha accelerato lo sviluppo industriale del Paese attraverso l'attuazione di una politica di sostituzione delle importazioni. Anche la politica economica del potere tendeva allo stesso tempo a diventare più interventista: furono così creati il Banco Central de la República Argentina, contemporaneamente a un gran numero di organismi di regolamentazione pubblica (Comitato nazionale dei cereali, Comitato nazionale della carne, ecc.) e imprese statali (industria militare, acciaio, ecc.).
In seguito al rapido sviluppo del settore industriale - che nel 1943 doveva sorpassare per la prima volta il settore agricolo nella storia argentina - il famigerato decennio fu segnato anche da massicce migrazioni di persone dalle campagne alla città e dalle province settentrionali all'area metropolitana di Buenos Aires.
I poveri risultati economici e il malcontento popolare contro il presidente Ramón Castillo e il suo indicato successore e figura di spicco della Concordancia al governo, Robustiano Patrón Costas, portarono nel giugno del 1943 a un nuovo colpo di Stato, noto come Rivoluzione del 43, eseguita dal Grupo de Oficiales Unidos (GOU), una fazione nazionalista delle Forze armate, che pose fine al famigerato Decennio portando al potere il generale Arturo Rawson Corvalan.